# Nasdaq (azienda)
Nasdaq, Inc. (precedentemente NASDAQ OMX Group) (NASDAQ: NDAQ) è una multinazionale americana di servizi finanziari che possiede e gestisce tre borse negli Stati Uniti e sette borse europee: l'omonima borsa Nasdaq, Nasdaq PHLX (precedentemente Philadelphia Stock Exchange), NASDAQ BX (precedentemente Boston Stock Exchange), Nasdaq Copenaghen, Nasdaq Helsinki (OMXH), Nasdaq Islanda (XICE), Nasdaq Riga (OMXR), Nasdaq Stoccolma (OMXS), Nasdaq Tallinn (TALSE) e Nasdaq Vilnius (OMXV)
"Nasdaq" era inizialmente l'acronimo di National Association of Securities Dealers Automated Quotations. È stata fondata nel 1971 dalla National Association of Securities Dealers (NASD)
L'8 febbraio 1971, il Nasdaq iniziò a operare come primo mercato azionario elettronico al mondo. All'inizio si trattava semplicemente di un "sistema di quotazione" e non forniva un modo per eseguire transazioni elettroniche
Nel corso degli anni è diventato un mercato azionario, aggiungendo rapporti commerciali e sistemi di trading automatizzati. Nel 1981, il Nasdaq ha scambiato il 37% del totale di 21 miliardi di azioni dei mercati americani. Nel 1991, la quota del Nasdaq era cresciuta al 46%
Nel 1998, è diventato il primo mercato azionario negli Stati Uniti a fare trading online.

## La storia

### Creazione
il 25 maggio 2007, NASDAQ ha accettato di acquistare OMX per 3,7 miliardi di dollari. Tuttavia, in agosto, Borse Dubai ha offerto 4 miliardi di dollari, scatenando le voci di una guerra di offerte. Il 20 settembre 2007, Borse Dubai ha accettato di porre fine alla lotta per l'acquisizione di OMX in cambio di una quota del 20% e del 5% del potere di voto di NASDAQ, nonché di una quota del 28% di NASDAQ sulla Borsa di Londra. In una complessa transazione, Borse Dubai ha acquisito il 97,2% delle azioni in circolazione di OMX prima di venderle al NASDAQ.

### Acquisizione di società Thomson Reuters
il 12 dicembre 2012, NASDAQ OMX ha annunciato l'acquisizione di parti di Thomson Reuters per 390 milioni di dollari in contanti. Questo accordo comprendeva le sue relazioni con gli investitori, le relazioni pubbliche e le iniziative multimediali. NASDAQ OMX ha completato l'acquisto il 3 giugno 2013.

### Nasdaq Rebranding, Inc.
Nel 2015, la società si è ufficialmente rinominata in Nasdaq, Inc. unendo tutti i suoi diversi tovaglioli sotto un unico marchio. Questo cambiamento riflette la crescita dell'azienda da borsa valori tradizionale a fornitore globale di tecnologia finanziaria e servizi di dati. 

### Lancio di Nasdaq Ventures
Nell'aprile 2017, Nasdaq ha lanciato Nasdaq Ventures, un programma di investimento in capitale di rischio focalizzato su aziende che aiuteranno Nasdaq ad espandere la propria linea di prodotti e ad aprire nuovi segmenti di mercato. Le prime tre aziende annunciate nell'ambito del programma sono Chain, una società di tecnologia blockchain; Digital Reasoning, una tecnologia di cognitive computing; e Hanweck, una società di analisi del rischio in tempo reale.

### Richiesta alla Borsa di Oslo
Il giorno di Natale 2018, gli azionisti che rappresentano il 25% di Oslo Børs VPS Holding (Borsa valori norvegese e gestore del deposito centrale nazionale) hanno tenuto un'asta privata di azioni. Il Nasdaq non ha partecipato all'asta a causa della natura ostile dell'offerta. Euronext ha vinto l'asta e successivamente si è assicurata un ulteriore 24,6% di sostegno da parte degli azionisti, per un totale del 49,6%.